# Aura (ezoteryka)
Ten artykuł opisuje teorie, metody lub czynności niezgodne ze współczesną wiedzą medyczną.
Aura (łac. „wyziew, para, podmuch” z gr. „podmuch, wiaterek, bryza”) - zjawisko polegające na obserwacji niematerialnych kolorów oraz kształtów otaczających ludzi i przedmioty.
Według osób deklarujących, że posiadają taką umiejętność, rozmiary i kolory mają świadczyć o odczuwanych emocjach, stanie duchowym, a nawet zdrowiu i witalności badanej osoby. Aura jest utożsamiana przez parapsychologów ze znaną w ikonografii chrześcijańskiej aureolą otaczająca głowy świętych, inni utożsamiają aurę z polem morfogenetycznym.
Istnienie takiego zjawiska nie znajduje potwierdzenia naukowego; wyjątek stanowi widzenie pól oraz barw wokół postaci i przedmiotów powstające pod wpływem psychodelików oraz będące objawem synestezji.
Za rzekomą metodę rejestracji aury uważana jest fotografia kirlianowska.